# ママをやめてもいいですか!?
『ママをやめてもいいですか!?』は、2020年2月29日に公開されたドキュメンタリー映画。監督は豪田トモ、ナレーションは俳優でタレントの大泉洋。配給はインディゴ・フィルムズ。通称「ママやめ」。

## 概要
「ママの子育て」にスポットを当て、ママたちとその家族の歩みを記録する。『うまれる』シリーズの第4弾にあたる。
なお、新型コロナウィルスの感染予防対策として、インターネットを利用したオンラインでの上映も行われた。

## スタッフ
- 監督・企画・撮影:豪田トモ
- プロデューサー:牛山朋子
- 編集・アニメーション:池宮三菜
- 音楽:古田秘馬
- スーパーバイザー:上村直人
- ナレーション:大泉洋（TEAM NACS）
- オープニング曲:「BEYOND LOVE」
  - 作詞・歌唱：一青窈
  - 作曲：パッパラー河合
- エンディング曲:「マンマミーヤ」
  - 作詞：豪田トモ
  - 作曲：パッパラー河合
  - 歌唱：榎本司・大島美優・笠松基生・新貝純加